# Хопёр (футбольный клуб)
«Хопёр» — российский футбольный клуб из Балашова, Саратовская область. С 2010 года выступает в чемпионате Саратовской области.

## История
Основан в 1993 году руководством Балашовского района для представления города в футболе.
В 1999, 2003—2008 годах команда играла в первенстве КФК/ЛФЛ (зона «Поволжье», зона «Черноземье»), в 2000—2002 годах — во втором дивизионе, зона «Поволжье».
Наивысшее достижение в первенстве России — 14-е место в 2001 году во втором дивизионе, зона «Поволжье».
В 2009 году клуб не заявился на соревнования ЛФЛ и чемпионат области по финансовым причинам и практически прекратил своё существование. В 2010 году клуб возродился и заявился на чемпионат области.
В 2016 году ФК «Хопер» стал чемпионом Саратовской области по футболу. В следствие чего вспомнили про город Балашов, поэтому стадион «Олимп» обновили, на поле был уложен искусственный газон. 

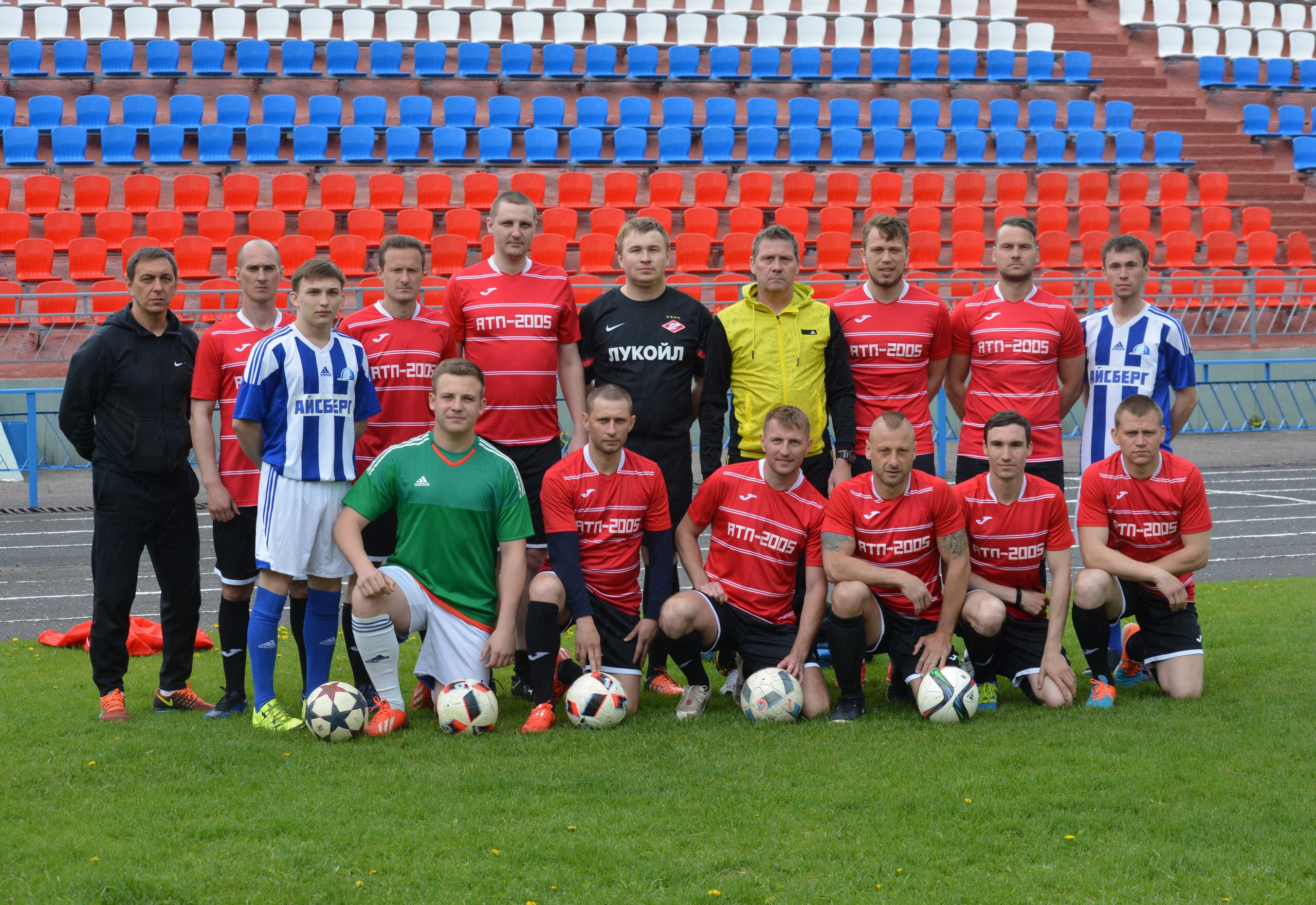
ФК "Хопёр" - состав 2016 года

## Главные тренеры
- 1993–2009 гг., 2014–н.в. — Александр Викторович Сатов;
- 2010–2014 гг. — Олег Александрович Сатов.

## Спонсоры
- 1993—2006 — ОАО «Балашовский текстиль»;
- 2007—2009 — ООО «Балашовский сахарный комбинат»;
- 2010—2015 — администрация Балашовского района;
- 2015—н. в. — ООО «МакПром»;
- 2017—н. в. — администрация города Балашов.

## Достижения
- обладатель Кубка Саратовской области (1998, 1999);
- бронзовый призёр Первенства России среди клубов КФК в зоне «Поволжье» (1999);
- полуфиналист Кубка Саратовской области по футболу (2016);
- чемпион Саратовской области по футболу (2016);
- обладатель Кубка по футзалу Саратовской корпоративной футбольной лиги (2025, Division Premium).

## Статистика
Самые крупные победы:
4:0 «Крылья Советов-2» (Самара), 2000 год.
6:0 «Прогресс» (Саратов), 2017 год
Самые крупные поражения:
0:5 «Балаково» (Балаково), 2000 год.
0:5 «Олимпия» (Волгоград), 2002 год.
0:5 «Зенит» (Пенза), 2002 год.
0:7 «Металлург-2» (Липецк), 2006 год.
0:7 «Факел» (Воронеж), 2007 год.
1:11 «Авангард-2» (Курск), 2007 год.
0:18 «Оружейник» (Тула), 2007 год.
Самая длинная победная серия
сезон 2016 года, 13 матчей.
Самая длинная серия без побед:
сезон 2002 года, 30 матчей.